# Manihot fruticulosa
Manihot fruticulosa är en törelväxtart som först beskrevs av Ferdinand Albin Pax, och fick sitt nu gällande namn av David James Rogers och Subramaniam Ganapthi Appan. Manihot fruticulosa ingår i släktet Manihot och familjen törelväxter. Inga underarter finns listade i Catalogue of Life.

## Bildgalleri

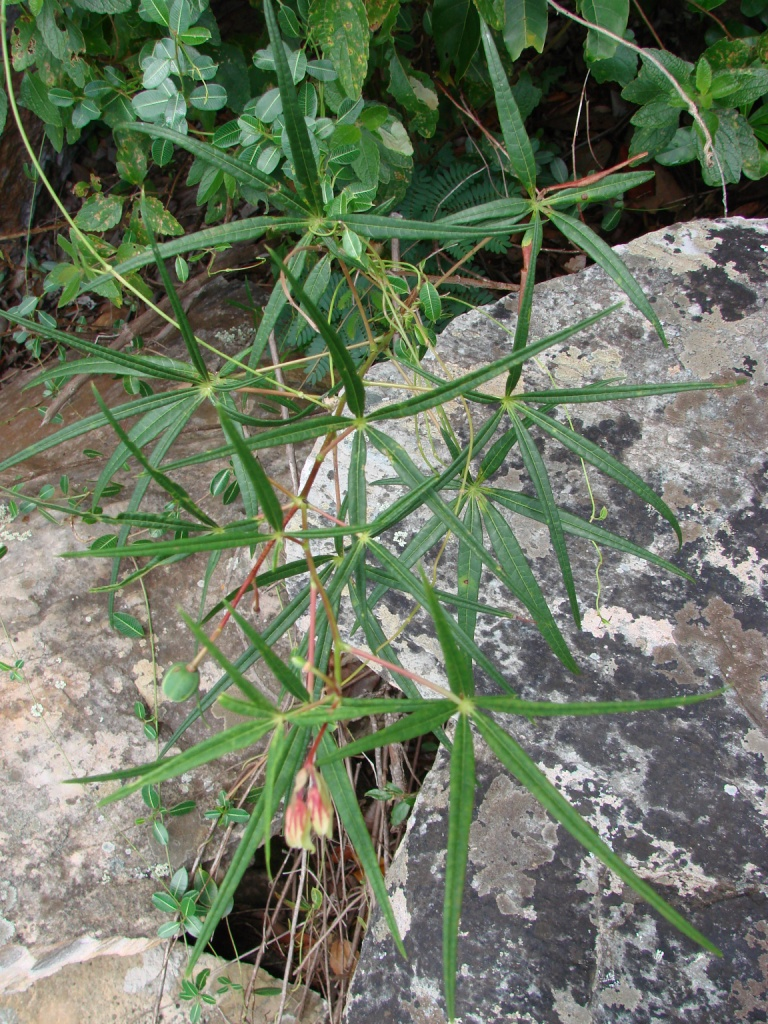